# Dana Delany
Dana Welles Delany (ur. 13 marca 1956 w Nowym Jorku) – amerykańska aktorka filmowa, telewizyjna i teatralna.
Zdobywczyni dwóch nagród Emmy za rolę Colleen McMurphy w serialu telewizyjnym China Beach (1988–1991), w ostatnim czasie najbardziej znana z serialu Gotowe na wszystko, gdzie wcieliła się w postać Katherine Mayfair. Oprócz dwóch statuetek Emmy nominowana do tej nagrody jeszcze 3-krotnie, dwa razy nominowana do Złotego Globu i dwa razy do Nagrody Gildii Aktorów Filmowych. Jest aktywna zawodowo od połowy lat 70. XX wieku.

## Życie prywatne
Aktorka nigdy nie wyszła za mąż i nie ma dzieci.

## Filmografia

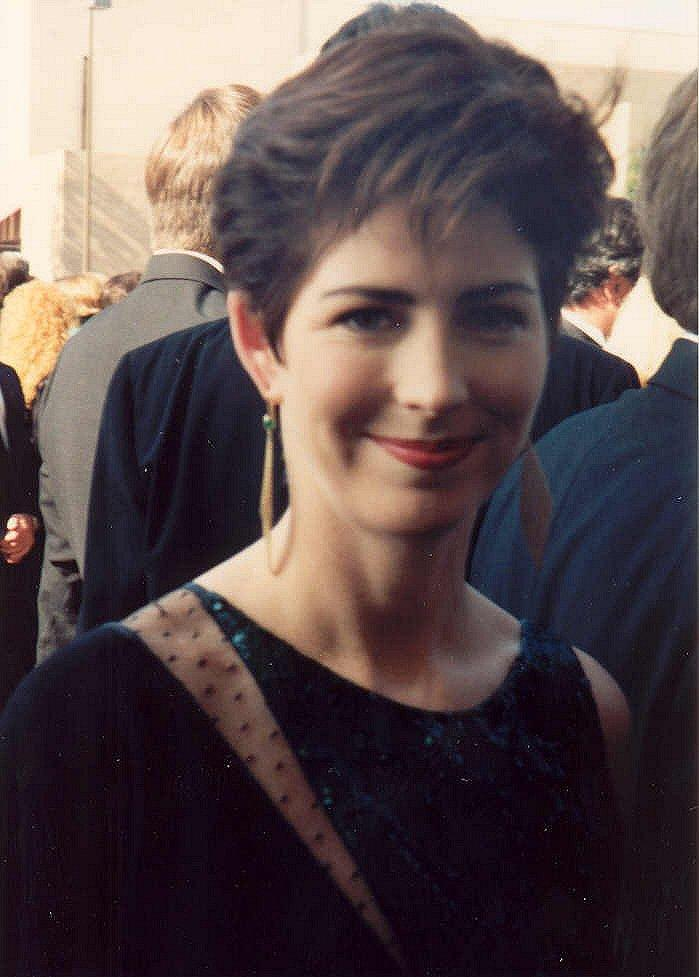
Dana Delany w 1991 Emmy Awards

| Rok       | Film / Sztuka / TV / Inne                       | Rola                              | Inne uwagi                                                                 |
| --------- | ----------------------------------------------- | --------------------------------- | -------------------------------------------------------------------------- |
| 1974      | South Pacific                                   | Nellie Forbush                    | musical w Phillips Academy                                                 |
| 1978      | Ryan’s Hope                                     | Ryan’s bar patron                 |                                                                            |
| 1979      | Love of Life                                    | Amy Russell                       |                                                                            |
| 1980      | A Life                                          |                                   | sztuka na Broadwayu                                                        |
| 1981      | The Fan                                         | Sprzedawczyni w sklepie z płytami |                                                                            |
| 1981      | As the World Turns                              | Hayley Wilson Hollister           |                                                                            |
| 1983      | Wisk detergent                                  | dama w windzie                    | reklama telewizyjna (coś przeciwnego Tom McBride)                          |
| 1983      | Blood Moon                                      | Niewinna studentka medycyny       | Poza brodway'owska produkcja Nicholasa Kazana                              |
| 1984      | Almost You                                      | Susan McCall                      |                                                                            |
| 1984      | Threesome                                       | Laura Shaper                      |                                                                            |
| 1984      | The Streets                                     | Jeannie                           |                                                                            |
| 1985      | Moonlighting                                    | Jillian Armstrong                 | "Knowing Her", sezon 2 odcinek 6                                           |
| 1985      | Magnum                                          | Cynthia Farrell                   | Sezon 7 odcinek 1, 2 i 19                                                  |
| 1986      | A Winner Never Quits                            | Nora                              |                                                                            |
| 1986      | Where the River Runs Black                      | Siostra Ana                       |                                                                            |
| 1986      | Liberty                                         | Moya Trevor                       |                                                                            |
| 1987      | Sweet Surrender                                 | Georgia Holden                    |                                                                            |
| 1988      | Patty Hearst                                    | Gelina                            |                                                                            |
| 1988      | Masquerade                                      | Anne Briscoe                      |                                                                            |
| 1988      | Moon over Parador                               | Jenny                             |                                                                            |
| 1988      | thirtysomething                                 | Eve                               | "South by Southeast", sezon 1 odcinek 10                                   |
| 1988      | China Beach                                     | Colleen McMurphy                  | 62 epizody w latach 1988–1991                                              |
| 1990      | A Promise to Keep                               | Jane Goodrich                     |                                                                            |
| 1992      | Light Sleeper                                   | Marianne                          |                                                                            |
| 1992      | Dzika lokatorka                                 | Becky Metcalf                     |                                                                            |
| 1992      | Cheers                                          | Susan Metheny                     | "Love Me, Love My Car", sezon 11 odcinek 11                                |
| 1993      | Wild Palms                                      | Grace Wyckoff                     |                                                                            |
| 1993      | Donato and Daughter                             | Lieutenant Dena Donato            |                                                                            |
| 1993      | Tombstone                                       | Josephine Marcus                  |                                                                            |
| 1993      | Batman: Maska Batmana                           | Chimera / Andrea Beaumont         | głos                                                                       |
| 1994      | Wewnętrzny wróg                                 | Betsy Corcoran                    |                                                                            |
| 1994      | Exit To Eden                                    | Lisa Emerson                      |                                                                            |
| 1994      | Texan                                           |                                   |                                                                            |
| 1995      | Choices of the Heart: The Margaret Sanger Story | Margaret Sanger                   |                                                                            |
| 1995      | Live Nude Girls                                 | Jill                              |                                                                            |
| 1995      | Fallen Angels                                   | Helen Fiske                       |                                                                            |
| 1995      | Translations                                    | Maire                             | Sztuka na Broadwayu o krótkim żywocie                                      |
| 1996      | Superman                                        | Lois Lane                         | głos (43 odcinki w latach 1996–2000)                                       |
| 1996      | Fly Away Home                                   | Susan Barnes                      |                                                                            |
| 1996      | The Adventures of Mowgli                        | Bagheera                          | głos                                                                       |
| 1996      | For Hope                                        | Hope Altman                       |                                                                            |
| 1996      | Wing Commander Academy                          | Gwen Archer Bowman                | głos, 13 odcinków                                                          |
| 1997      | True Women                                      | Sarah Ashby McClure               |                                                                            |
| 1997      | Spy Game                                        | Honey Trapp                       | "Dead and Gone Honey", sezon 1 odcinek 4                                   |
| 1997      | Duckman                                         | Dr. Susan Fox                     | głos                                                                       |
| 1998      | Wide Awake                                      | Pani Beal                         |                                                                            |
| 1998      | The Curve                                       | Dr Ashley                         |                                                                            |
| 1998      | Rescuers: Stories of Courage – Two Couples      | Johtje Vos                        |                                                                            |
| 1998      | The Patron Saint of Liars                       | Rose Cleardon Abbott              |                                                                            |
| 1998      | The Batman/Superman Movie: World’s Finest       | Lois Lane                         | głos                                                                       |
| 1998      | Louise Brooks: Looking for Lulu                 |                                   |                                                                            |
| 1999      | Outfitters                                      | Cat Bonfaim                       |                                                                            |
| 1999      | Sirens                                          | Sally Rawlings                    |                                                                            |
| 1999      | Resurrection                                    | Clare Miller                      |                                                                            |
| 1999      | Shake, Rattle and Roll: An American Love Story  | Elaine Gunn                       |                                                                            |
| 2000      | The Right Temptation                            | Anthea Farrow-Smith               |                                                                            |
| 2000      | Dinner With Friends                             | Beth                              | scena, skrypt nagrody Pulitzera                                            |
| 2001      | Final Jeopardy                                  | Alexandra Cooper                  | Delany jako katorka i co-executive producer                                |
| 2001      | Family Law                                      | Mary Sullivan                     |                                                                            |
| 2001      | Pasadena                                        | Catherine McAllister              | 13 odcinków w latach 2001–2002                                             |
| 2002      | Conviction                                      | Martha                            |                                                                            |
| 2002      | Mother Ghost                                    | Karen Bennett                     |                                                                            |
| 2002      | Superman: Shadow of Apokolips                   | Lois Lane                         | głos                                                                       |
| 2002      | Presidio Med                                    | Dr. Rae Brennan                   | 14 odcinków                                                                |
| 2003      | Intimate Portrait: Dana Delany                  | Ona sama                          |                                                                            |
| 2003      | Justice League                                  | Lois Lane                         | głos; 10 epizodów w latach 2003–2005                                       |
| 2003      | Spin                                            | Margaret Swift-Bejarano           |                                                                            |
| 2003      | A Time to Remember                              | Britt Calhoun                     | "Turning Homeward"                                                         |
| 2003      | Much Ado About Nothing                          | Beatrice                          | scena, San Diego                                                           |
| 2004      | Baby for Sale                                   | Nathalie Johnson                  |                                                                            |
| 2004      | Prawo i porządek                                | Carolyn Spencer                   | odcinek specjalny "Special Victims Unit" oraz "Obscene", sezon 6 odcinek 3 |
| 2004      | Justice League Unlimited                        | Loana                             | głos w epizodzie "For the Man who has Everything"                          |
| 2004      | Boston Legal                                    | Samantha Fleming                  | 1 odcinek                                                                  |
| 2005      | Related                                         | Francesca Sorelli                 | Sezon 1 odcinek 7 oraz 18                                                  |
| 2005      | Getting to Know You                             | Marla                             |                                                                            |
| 2005      | Kojak                                           | Kate McNeil                       |                                                                            |
| 2006      | Battlestar Galactica                            | Sesha Abinell                     |                                                                            |
| 2006      | Superman: Brainiac Attacks                      | Lois Lane                         | głos                                                                       |
| 2006      | The Woman with the Hungry Eyes                  | Theda Bara                        | głos                                                                       |
| 2006      | Kidnapped                                       | Ellie Cain                        | 13 odcinków w latach 2006–2007                                             |
| 2006      | The L Word                                      | Senator Barbara Grisham           |                                                                            |
| 2006      | Vietnam Nurses with Dana Delany                 | Prowadząca                        | Dokument                                                                   |
| 2007      | Drunkboat                                       | Eileen                            |                                                                            |
| 2007      | The Batman                                      | Lois Lane                         | głos, 2 epizody                                                            |
| 2007      | Life on the Refrigerator Door                   | Narrator                          | audio book Alice Kuipers                                                   |
| 2007–2010 | Desperate Housewives                            | Katherine Mayfair                 | Członek stałej obsady w latach 2007−2010; trzy sezony i 55 odcinków        |
| 2008      | Route 30                                        | Amish Martha                      |                                                                            |
| 2008      | Flying Lessons                                  | Jeanne                            |                                                                            |
| 2009      | Multiple Sarcasms                               | Annie                             |                                                                            |
| 2009      | A Beautiful Life                                | Anne                              |                                                                            |
| 2009      | Camp Hope                                       | Patricia                          |                                                                            |
| 2010      | Castle                                          | Agent Jordan Shaw                 | Sezon 2 odcinek 17 i 18                                                    |
| 2010      | Firebreather                                    | Margaret                          | głos                                                                       |
| 2011      | Anatomia prawdy                                 | Dr Megan Hunt                     | Serial telewizyjny                                                         |

Marc Cherry (pomysłodawca i scenarzysta Gotowych na wszystko) jej pierwszej zaoferował rolę pedantycznej Bree Van de Kamp w 2004 roku. Aktorka ją jednak odrzuciła trzy razy z powodu innych zobowiązań zawodowych. Wcześniej aktorka o odrzuciła rolę Carrie Bradshaw w serialu Seks w wielkim mieście.